# Scinax ruber
Scinax ruber és una espècie de granota que es troba a Bolívia, el Brasil, Colòmbia, l'Equador, Guaiana Francesa, Guyana, Martinica, Panamà, el Perú, Puerto Rico, Saint Lucia, Surinam, Trinitat i Tobago, Veneçuela i, possiblement també, al Paraguai.